# Soniaczne
Soniaczne (ukr. Сонячне, hist. Szkinderówka) – wieś na Ukrainie, w obwodzie tarnopolskim, w rejonie tarnopolskim.
Do 2020 w rejonie podhajeckim.